# Île Moro
L’île Moro est un îlot de Nouvelle-Calédonie appartenant administrativement à Païta.
Un des trois îlots à s'aligner au large de l'îlot Goldfield, l'île Moro fait partie de l'ensemble baptisé îles hautes. Moro abrite une ancienne carrière de pierre.